# Passeport mondial

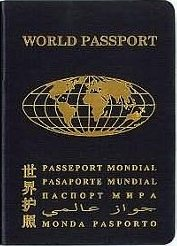
World Passport

Le passeport mondial est un document délivré par la World Service Authority, organisation à but non lucratif privée fondée par Garry Davis en 1954 se réclamant de la section 2 de l'article 13 de la Déclaration universelle des droits de l'homme.
La dernière édition du passeport mondial, délivrée en janvier 2007, peut être lue par ordinateur.
Un passeport mondial a été délivré en 2013 à Edward Snowden,.

## Reconnaissance
Ce document est refusé par la plupart des États ; cependant, l'organisation déclare que le Burkina Faso, l'Équateur, la Mauritanie, la Tanzanie et le Togo l'acceptent[réf. souhaitée].
Il arrive que certains postes frontières et diplomatiques les acceptent par erreur contra legem ce qui est souvent perçu par ses promoteurs comme une reconnaissance.
Ce document n'est pas reconnu par l'Organisation de l'aviation civile internationale.